# Жидков Олександр Віталійович
Олександр Віталійович Жидков (азерб. Aleksandr Jidkov, рос. Александр Витальевич Жидков, нар. 16 березня 1965, Будьонівськ) — колишній азербайджанський футболіст російського походження, що грав на позиції воротаря. Майстер спорту СРСР (1987).

## Клубна кар'єра
Навчався в спортінтернаті Ростова-на-Дону. Після його закінчення 1981 року прийняв запрошення клубу Другої ліги «Атоммаш» (Волгодонськ). Жидкова одразу поставили на календарну зустріч з лідером турніру — «Спартаком» з Орджонікідзе. Грала завершилася внічию 1:1, а Жидков отримав довіру від тренера.
1983 року, після Спартакіади народів СРСР, де він виступав за збірну РРФСР, на гравця звернули увагу клуби вищої ліги — «Торпедо», ЦСКА і «Нефтчі». Сам же Жидков думав, що через призовний вік його заберуть в ростовський СКА. Однак все склалося інакше — представники «Нефтчі» зібрали необхідні на Жидкова документи та зарахували його в Бакинський медичний інститут, де була військова кафедра. У новому клубі його розглядали як заміну віковому Сергію Крамаренко.
У вищій лізі дебютував у виїзному матчі проти київського «Динамо». Гра закінчилася розгромною поразкою «Нефтчі» з рахунком 0:5, а самого Жидкова замінили за рахунку 0:4. Проте, поразка не позначилося на його місці в команді — тренери довіряли юному гравцеві та продовжували ставити його в основу.
Зайняв третє місце в списку 33 найкращих футболістів сезону в СРСР в 1987 року.
Після закінчення сезону 1987 року, піддавшись на вмовляння Валерія Лобановського, перейшов в київське «Динамо». Сезон 1988 почав основним воротарем, поряд з Віктором Чановим. Однак незабаром, після гри з московським «Спартаком», сів на лаву запасних. Півроку перебував поза грою, не маючи можливості грати навіть за дубль — там основним воротарем був Андрій Ковтун. Проте гравця не відпускало в інші клуби керівництво команди. З кінця року його знову стали підпускати до основи, але на поле Жидков виходив дуже рідко.
1990 року, після від'їзду в ОАЕ Лобановського, став основним воротарем «Динамо». Проте вже в наступному році, тренерський штаб зробив ставку на досвідченого Ігоря Кутєпова, заславши в черговий раз Жидкова в дубль. По закінченні 1991 року Жидкова було відраховано з «Динамо».
На початку 1992 перейшов до вінницької «Ниви», яка отримала право виступати у Вищій лізі новоствореного чемпіонату України з футболу. Пробувши в команді всього пару місяців, вирішив спробувати свої сили закордоном. Новим клубом Жидкова став австрійський «Медлінг», який тренував Ганс Кранкль, а партнером на полі став екс-гравець «Локомотива» Андрій Калайчев. В Австрії відіграв 11 матчів, але змушений був залишити клуб через фінансові розбіжності.
1993 року повернувся в «Ниву», де, однак, на нього не розраховували. Йому запропонували вилетіти в Ізраїль, щоб там і продовжити виступи. По прильоту його зустріли та допомогли укласти контракт з клубом «Хапоель Цафрірім» (Холон). За новий клуб виступав протягом 6 сезонів, відігравши понад 150 ігор в чемпіонаті.
У віці 34 років вирішив спробувати себе в російському чемпіонаті. Жидков вийшов на тренера «Анжи» Гаджи Гаджиєва, який і запропонував йому тренуватися в Махачкалі. Жидков незабаром став основним голкіпером «Анжи», провів у команді 3 сезони.
Завершив професійну ігрову кар'єру у першоліговому клубі «Том», за який виступав протягом 2002–2003 років.

## Виступи за збірну
З 1984 року притягувався в юнацькі та молодіжні збірні СРСР. Перебував на зборах і з основною збірною СРСР. Провів 6 неофіційних матчів за національну команду СРСР.
У 1994 прийняв запрошення від Азербайджанської федерації футболу і став виступати за національну збірну Азербайджану. Протягом кар'єри у національній команді, яка тривала 5 років, провів у формі головної команди країни 21 матч.

## Тренерська кар'єра
По завершенню ігрової кар'єри працював в штабах «Москви» (2004), «Орла» (2005), «Томі» (2006—2008). 
2009 року працював тренером у клубі другого дивізіону «Волга» з Твері, після чого по сезону був тренером воротарів в «Ростові» та «Анжі».
З 2012 року працює тренером воротарів в Академії Льва Яшина.